# Villa Publica
La Villa Publica est un édifice public de la Rome antique dont le nom signifie « Maison du Peuple » et qui sert de quartier général pour les opérations des censeurs.

## Localisation
Sa localisation exacte sur le Champ de Mars n'est pas connue mais la Villa Publica devait se trouver dans la zone comprise entre le cirque Flaminius et les Saepta Julia.

## Fonction
L'édifice est utilisé par les magistrats romains, notamment les censeurs, pour la conduite du census et lors des levées de troupes. Les listes des recensements y sont déposées, au moins jusqu'au Ier siècle av. J.-C. où elles le sont dans le temple des Nymphes situé non loin. Les généraux victorieux qui souhaitent célébrer un triomphe et les ambassadeurs étrangers y sont logés, comme les ambassadeurs de Carthage en 202 av. J.-C. et ceux de Macédoine en 197 av. J.-C.,.

## Histoire
La Villa Publica est érigée en 435 av. J.-C. par les censeurs Caius Furius Pacilus Fusus et Marcus Geganius Macerinus, pour assurer le premier recensement qui a lieu cette même année et abriter les listes. En 194 av. J.-C., l'édifice est restauré et agrandi. Il est à nouveau rénové en 34 av. J.-C. par Caius Fonteius Capito, consul suffect l'année suivante.
Selon les auteurs antiques,, c'est dans cet édifice que Sylla fait massacrer 4 000 prisonniers capturés lors de la bataille de la Porte Colline en 82 av. J.-C. Les soldats prisonniers y auraient été rassemblés pour être enrôlés selon les dispositions légales.

« Lucius Sylla ne peut être ni loué ni blâmé autant qu'il le mérite [...] dans l'usage de la victoire, c'était un autre Hannibal. [...] il eut la cruauté de verser à flots le sang des citoyens et d'en inonder la ville entière et toutes les parties de l'Italie. Quatre légions du parti contraire qui s'étaient fiées à sa parole se trouvaient dans l'édifice public élevé au Champ de Mars : c'est en vain qu'elles implorèrent la compassion du vainqueur perfide ; il les fit massacrer. Leurs cris lamentables et déchirants retentirent jusqu'aux oreilles de Rome épouvantée. Le Tibre dut porter leurs cadavres mutilés dans ses eaux teintes de sang, qui suffisaient à peine à un si énorme fardeau. »

— Valère Maxime, Faits et dits mémorables, IX, II, 1
La Villa Publica existe encore, du moins en partie, au début de l'Empire et est mentionnée par Flavius Josèphe dans son récit du triomphe que célèbrent Titus et Vespasien en 71. Elle est probablement reconstruite sous Domitien sous la forme du Divorum.

## Description
La Villa Publica comprend un bâtiment qui sert de bureaux pour les magistrats et une grande place, peut-être les anciens saepta ou ovilia, seul édifice permanent construit sur le Champ de Mars au début de la République.
L'édifice est représenté sur une pièce de monnaie émise par Publius Fonteius Capito entre 59 et 55 av. J.-C., l'inscription au revers semble faire référence à une restauration par Titus Didius, consul en 98 av. J.-C. Il comprend un bâtiment carré haut de deux étages à colonnade, dont le premier étage s'ouvre sur l'extérieur par une série d'arches, occupant le centre d'une petite cour délimitée par un mur. Selon Varron, l'édifice est d'une architecture simple et sans luxe mais est tout de même orné de peintures et de statues.